# Seguro Garantia
O Seguro Garantia é um tipo de seguro que tem por objetivo garantir o fiel cumprimento das obrigações assumidas pelo agente tomador perante o o ente segurado.

## Princípios fundamentais
O seguro garantia tem nomes distintos nos diversos países onde é utilizado. No México é conhecido como Seguro de Fianzas; na Argentina Seguro De Caución, e nos Estados Unidos, Surety.  Apesar da variedade de nomes, seu princípio básico é o do conceito de fiança.
O conceito de fiança tem origem na antiguidade. Em Gênesis, Judá dá ao seu pai uma garantia do desempenho do irmão. Também na Bíblia, Benjamim adverte Salomão de que “aquele que presta fiança ao forasteiro sofrerá por causa disso”. A fiança também vem mencionada no código de Hamurabi, em Heródoto, na magna carta e na peça Shakespeariana “O Mercador de Veneza”.
Dar uma fiança quer dizer garantir a um terceiro o cumprimento de uma obrigação por parte do afiançado. Neste sentido, aplicando-se à realidade econômica, trata-se de garantir o cumprimento de contratos. O fiador (seguradora) garante a um terceiro (segurado) que o contratado (tomador) dispõe de suficientes recursos técnicos, humanos e financeiros para poder honrar com as obrigações contratualmente assumidas. Caso o contratado se torne inadimplente ou incapaz de honrar o compromisso, o fiador (seguradora) deverá intervir, com seus próprios recursos, a fim de cumpri-lo ou pagar o prejuízo efetivamente sofrido.
Sob o ponto de vista comercial, através do seguro garantia a seguradora concede ao tomador um crédito indireto. Desta forma, a seguradora melhora o julgamento creditício e a capacidade financeira do tomador, garantindo ao segurado o cumprimento da obrigação objeto da garantia.
A outorga de seguro garantia está mais vinculada aos negócios financeiros do que às operações tradicionais de seguro, uma vez que a seguradora estará expondo seu patrimônio de forma análoga à operação de um banco de crédito, aos riscos de perda de liquidez, quebra dos tomadores ou riscos de insolvências em tempos de recessão ou depressão econômica, bem como riscos técnicos.
Tradicionalmente em todo o mundo, as companhias que operam esta modalidade de seguro são seguradoras especializadas, já que este negócio, por definição, é muito diferente das operações de seguro. Sendo assim, observamos que a estruturação de uma companhia de garantias exige um alto grau de especialização, como uma política de subscrição, orientada para este negócio.

## História

### No mundo
A modalidade de seguro do tipo "garantia" surgiu nos Estados Unidos através da constatação, pelo governo americano, de perdas da ordem de US$ 55.000.000,00 em virtude da inadimplência de construtores em contratos públicos.
Em 1893, o congresso americano aprovou o chamado Heard Act, estabelecendo a obrigatoriedade das cauções de garantias em todos os contratos governamentais. Assim, transferia para a iniciativa privada o risco de inadimplência, como o trabalho de pré-qualificação das empresas, podendo desta forma aplicar com maior segurança os recursos públicos.
Surge então, por força de lei, em 1895, na Filadélfia, a primeira seguradora especializada na modalidade de seguro garantia.
Ainda no século XIX e nas primeiras décadas do século XX, a legislação específica recebeu sucessivas alterações, que a aprimoraram. Até que, em 1935, entrou em vigor o denominado Miller Act, que incorporou maior proteção ao e Estado, como, por exemplo, a utilização de garantias para fornecedores e mão-de-obra contratada. Evitou-se, assim, que o Estado viesse a ser executado judicialmente pelo inadimplemento de seus contratados junto a terceiros.
Transcrevemos abaixo um texto do Surety Underwriting Manual , de Edward J. Mackenna, onde é comentada a utilização do Seguro Garantia em contratos públicos daquela época nos Estados Unidos, o que torna fácil uma analogia ao Brasil dos dias de hoje:
“Recentemente em nossa história, verificou-se que toda vez que as autoridades públicas estavam livres, sem restrições para licitar contratos de construção de obras públicas, os contratos eram adjudicados aos seus favoritos, o que resultava na majoração dos preços da soma necessária ao pagamento de propinas adequadas àqueles que aprovavam as contratações. Contratos de obras públicas somente podem ser adjudicados mediante concorrência pública, pela mais adequada e responsável proposta. o ganhador é obrigado, por lei, a oferecer apólice de garantia do desempenho das obrigações que assume no contrato de construção.”

### No Brasil
O histórico no Brasil demonstra claramente o motivo pelo qual esta modalidade de seguro demorou tanto a se consolidar. Várias foram as vezes em que o seguro foi citado, porém sempre lhe faltou a regulamentação necessária para a efetiva consolidação.  Além disso, sempre se identificou a concorrência da fiança bancária. 
Observamos, então, a menção de várias leis que sugeriam o seguro garantia:
- Decreto-Lei 73, de 21 de novembro de 1966 [2], tornou o seguro garantia obrigatório para incorporadores e construtores de imóveis. Ficou pendente, porém, sua regulamentação através do Conselho Nacional De Seguros Privados – CNSP.

- Decreto-Lei 200, de 25 de fevereiro de 1967 [3], já incluía o seguro entre as modalidades de garantia que a administração direta e as autarquias podiam exigir dos licitantes; contudo nunca lhe deram importância.

- Decreto-Lei 2.300, em substituição ao Decreto-Lei 200, entrou em vigor em 21 de novembro de 1986. [4], e mais uma vez o seguro estava presente ao lado da Fiança Bancária e da Caução.

- Lei 8.666, de 21 de junho de 1993[5], chamada de nova lei das licitações, após algumas discussões políticas, o Presidente da República vetou todos os artigos que faziam menção ao seguro, e a Lei foi promulgada sem abordar o assunto.

- Lei 8.883, de 8 de junho de 1994[6], resolveu parte do engano. Recuperou o seguro como garantia possível, deixando a cargo do contratado escolher entre ele, a caução e a fiança, sempre que a autoridade exigir prestação de garantia nas contratações de obras, serviços e compras.

## Partes envolvidas no seguro
- Segurado – o segurado ou contratante é aquele que está contratando uma obrigação de construção, de fornecimento de bens ou de prestação de serviços. É o beneficiário da apólice emitida pela seguradora e normalmente é pessoa jurídica. Eventualmente poderá ser pessoa física.

- Tomador – o tomador ou contratado é aquele que está assumindo com o segurado obrigações de construir, fornecer bens ou prestar serviços. Entre o segurado e o tomador existe um contrato que prevê as obrigações descritas. O tomador será sempre pessoa jurídica.

- Seguradora – a seguradora é quem garante ao segurado que as obrigações assumidas pelo tomador serão cumpridas na forma e no prazo acordados. Entre o tomador e a seguradora existe um contrato, conhecido como condições contratuais gerais (anexo 1), conforme o modelo apresentado na circular Susep 004/97.

Por se tratar de um ramo diferenciado, e observada a definição apresentada, verifica-se que o risco não é o segurado e sim o tomador. Conclui-se, então, que quem paga o prêmio da apólice é o tomador. Vale reforçar, portanto, que o cliente da seguradora e do corretor de seguros é o tomador.
Com o intuito de exemplificar a utilização do seguro, observamos que as empresas, cada vez que concorrem numa licitação ou que têm de firmar um contrato que lhes foi adjudicado, se deparam com a necessidade de constituir garantias que afiancem suas propostas, ou suas obrigações contratuais. Toda vez que um empresário contrai uma obrigação, inicia-se um risco de descumprimento, e que o contratante deseja evitar. Nessas circunstâncias, o seguro garantia atende satisfatoriamente às partes interessadas, pois, ao contratante, é assegurado o cumprimento das obrigações do contratado e o ressarcimento dos prejuízos que o descumprimento do contrato possa ocasionar. Ao contratado é proporcionado um custo menor das obrigações, aumentando seu lucro, visto serem menores as despesas representadas pelo seguro, em relação às garantias tradicionais. Portanto, o conceito do seguro garantia é de garantir o fiel cumprimento das obrigações assumidas por empresas em licitações e contratos, mediante a utilização de apólices de seguro.

## Análise técnica
- Normativos técnicos

A tarifa de seguro garantia é uma espécie de guia geral que regulamenta e abrange todos os tópicos relacionados à operacionalização do produto. Porém, recentemente, com novas práticas de mercado e a publicação da Circular SUSEP 232/03, alguns aspectos importantes foram alterados.
Exemplo: a questão da vigência do seguro, que antes era em aberto, ou seja, até a extinção total das obrigações do tomador, agora passou a ser com um prazo determinado, que deve ser o prazo do contrato original.
O IRB-Brasil Re ainda observa alguns aspectos da tarifa. Relacionamos os principais pontos e alguns comentários sobre os tópicos apresentados.
- Riscos Seguráveis

Os riscos seguráveis pelas apólices de seguro garantia são o seguro garantia do concorrente, o seguro garantia do executante, o seguro garantia de adiantamento de pagamentos e o seguro garantia de retenção de pagamentos, expressamente previstos no item tipos de garantia deste material.
Fica facultado às seguradoras taxar, a título provisório, modalidades de garantias não previstas expressamente (outras modalidades não utilizadas no nosso mercado), quando as responsabilidades no risco isolado não excederem os seus respectivos limites de retenção.
As seguradoras encaminharão à Susep, para regulamentação da matéria, as condições e taxas estabelecidas para as operações previstas no parágrafo acima.
A tarifa vislumbra automaticidade para determinadas modalidades de garantia, porém faculta à seguradora a emissão de outra modalidade não tarifada, desde que o valor da operação não supere o limite de retenção da companhia. As companhias são orientadas a encaminhar condições e nota técnica à Susep.
O limite de retenção máximo de uma companhia pode ser obtido tomando-se 3% do patrimônio líquido da empresa.
- Propostas, Apólices e Endossos

As propostas, apólices e endossos devem ser redigidos de maneira clara e precisa, permitindo o perfeito conhecimento dos riscos cobertos e das características peculiares a cada modalidade de cobertura.
- Taxação Envolvendo Tomadores Consorciados

No caso de existir solidariedade entre as empresas consorciadas, considerar-se-á, para fins de taxação, exclusivamente a empresa que tiver a melhor classificação tarifária, independentemente de seu percentual no consórcio.
Inexistindo solidariedade entre as empresas consorciadas, considerar-se-á, para fins de taxação, a empresa que tiver maior responsabilidade no contrato, ou, no caso de duas ou mais empresas com idêntica responsabilidade, a da empresa com melhor classificação tarifária.
É muito comum em grandes contratos, ou contratos de grande especialização técnica, que empresas constituam consórcios. Porém, o principal ponto é que no instrumento de constituição de consórcio as empresas se declarem solidárias. Desta forma, a taxação pode ser realizada tomando-se como base a empresa com melhor classificação tarifária. Este tipo de situação ocorre com muita frequência nos editais de concessões.
- Forma de Pagamento

Os prêmios devidos pelo tomador, acrescidos do imposto de operações de seguro e seus respectivos emolumentos, devem ser pagos de acordo com as disposições legais vigentes. Para efeito de cobrança, o prêmio de cada documento emitido poderá ser fracionado em até sete vezes, aplicando-se a ele a taxa de juros divulgada mensalmente pelo IRB-Brasil Re, para fins de parcelamento.
Qualquer parcela de prêmio devida e não paga pelo tomador na data fixada fará com que ocorra o vencimento imediato das demais, podendo a seguradora recorrer à execução das contragarantias.
Fica entendido e acordado que a apólice continuará em vigor, mesmo quando o tomador não tiver pago o prêmio respectivo nas datas convencionadas.
De acordo com o contrato de contragarantia (condições contratuais gerais), que é o direito de regresso que a seguradora possui contra o tomador, caso o prêmio não tenha sido pago, a seguradora poderá executar o tomador para que o mesmo pague os valores em risco e libere a garantia. Esta é uma situação extrema, porém possível.
- Reajuste Automático das Importâncias Seguradas

A(s) apólice(s), quando indexada(s), estará(ão) obrigada(s) à(s) idêntica(s) condição(ões) de atualização monetária a que estejam sujeitas as obrigações assumidas pelo tomador. Na hipótese prevista nesta situação, os prêmios parcelados sofrerão igual atualização monetária.
- Limite de Responsabilidade

O somatório das garantias cobertas pelo seguro não poderá ultrapassar 100% do valor do contrato principal.
- Contrato de Contragarantias

Quando a seguradora inicia o processo de subscrição, a constituição de contragarantias é fundamental para se formalizar uma emissão uma vez que, caso a apólice seja executada, a seguradora terá em seu poder um instrumento que possibilitará a recuperação da indenização paga ao segurado ou também como instrumento para a cobrança de um prêmio não pago pelo tomador.
A emissão de apólices sem a correta formalização de contragarantias é um fator que pode prejudicar e até tornar insolvente a companhia ou prejudicar a recuperação da capacidade excedente contratada através de resseguro. O instrumento condições contratuais gerais é obrigatório para a realização do seguro, mesmo quando for necessária a formalização de garantia adicional, devendo constituir-se em documento único, abrangendo todas as apólices emitidas pelo tomador.
No seu procedimento deve ser observado o seguinte critério, relativamente às assinaturas:
- Pela Empresa – diretores que possuam poderes de representação;

- Como Fiadores e Principais Pagadores – os dois maiores acionistas da empresa, com os respectivos cônjuges, se pessoa física, e através de representantes legais, se pessoa jurídica, devendo estar devidamente cadastrada.

Recentemente a circular SUSEP 232 permitiu a livre negociação do contrato de contragarantia entre tomador e seguradora, desde que fossem observados os seguintes requisitos mínimos:
I – a vigência da cobertura do seguro-garantia será igual ao prazo estabelecido no contrato principal, devendo o tomador efetuar o pagamento do respectivo prêmio por todo este prazo;
II – estando a apólice ainda em vigor, quando da extinção da garantia, caberá devolução de prêmio proporcional à base pro rata temporis, pelo prazo ainda a decorrer, contados da data de ocorrência de uma das hipóteses de extinção da garantia, previstas na apólice, salvo expressa menção em contrário nas condições particulares;
III – não paga pelo tomador, na data fixada, qualquer parcela do prêmio devido, ocorrerá o vencimento automático das demais, podendo a seguradora recorrer à execução do contrato de contragarantia.
- Contragarantias

O instrumento condições contratuais gerais é obrigatório para a realização do seguro, mesmo quando for necessária a formalização de garantia adicional, devendo constituir-se em documento único, abrangendo todas as apólices emitidas por tomador.
No seu procedimento deve ser observado o seguinte critério, relativamente às assinaturas:
- Pela empresa: diretores que possuam poderes de representação;

- Como fiadora e principais pagadores: os dois maiores acionistas da empresa, com os respectivos cônjuges, se pessoa física, e através de representantes legais, se pessoa jurídica, devendo estar devidamente cadastrada.

Exemplo:
Construtora Exemplo  Ltda.
Sócios quotistas:
José Da Silva – 50%		Cônjuge: Maria Da Silva
Manuel Vasquez – 50%		Cônjuge: Ana Vasquez
Poderes de representação: Em conjunto
Contragarantia:
José Da Silva / Manuel Vasquez
Construtora Exemplo Ltda.
Fiadores:
José Da Silva e Maria Da Silva
Manuel Vasquez e Ana Vasquez
- Contragarantias Adicionais

Sempre que recomendável, ou quando o acúmulo exceder o limite de garantia fixado para o tomador, deverão ser exigidas contragarantias adicionais íntegras e suficientes, dentre as que abaixo se relacionam:
- Aval de empresa não ligada ao tomador – As empresas deverão contar com o respectivo cadastramento.

- Nota promissória.

- Garantia Fidejussória.

- Outras Garantias.

Nem sempre a apresentação de uma contragarantia adicional por parte de um tomador,
significará que o risco deva ser aceito. 
- Subscrição e Modalidades do Seguro Garantia

A questão de se conceder ou não uma garantia parte do princípio de que, para se tornar Fiador/ Garantidor de alguém, é preciso primeiro conhecer quem será o afiançado.
Você seria fiador/garantidor de uma pessoa estranha sem ao menos ter uma ideia de quem se trata?
Outro ponto fundamental, para este tipo de subscrição, é o fato de que as garantias sempre estarão vinculadas a uma obrigação contratual a cumprir, sendo então necessário que se analise a capacidade do Tomador em honrar o compromisso estabelecido no contrato.
Com base nessa primeira análise é que iniciamos o processo de subscrição de uma garantia.
- Identificação do tomador

É indispensável o preenchimento de uma ficha cadastral para que sejam adquiridas informações básicas sobre a empresa alvo desta análise. 22 
No caso de existirem acionistas pessoas físicas ou jurídicas, deverão ser preenchidas fichas para cada um dos acionistas. 
Análise de caráter, capital e capacidade do tomador
Além da identificação do tomador, faz-se necessário identificar sua idoneidade, suas demonstrações financeiras, como seu acervo técnico.
- Em Relação ao Caráter:
  - Estatuto ou Contrato Social da empresa, de forma a avaliar seu objeto social, representantes e poderes;
  - Cópia da ata de assembleia em que tenha sido aprovado o último aumento de capital, e/ou mudança no estatuto;
  - Certidões dos cartórios de distribuição (protestos e títulos), certidões de distribuição de ações e execuções cíveis (validade de 90 dias), acompanhadas de certidão, discriminando a organização e divisão judicial da comarca onde a empresa tem a sua sede e foro;
  - Avaliação do CPF do acionista pessoa física (se for o caso).

- Em Relação ao Capital:
  - Cópia dos três últimos balanços anuais, com as respectivas demonstrações de lucros e perdas e parecer de auditores.

Tem sido exigido parecer de auditores para empresas de sociedade anônima. 
- Em Relação à Capacidade:
  - Cópia do registro da empresa no órgão competente;
  - Relação dos principais técnicos da empresa;
  - Acervo técnico;
  - Relação dos principais contratos;
  - Carteira de obras/contratos em execução.

- Análise do Contrato Objeto da Garantia

O ponto principal dentro do processo de aceitação do risco é que a seguradora saiba as implicações da sua garantia, ou seja, que conheça o contrato principal. Neste processo deverão ser estudadas todas as cláusulas do mesmo, uma vez que a garantia cobrirá a obrigação contratual assumida.
- Limites de responsabilidade

A análise contratual deverá identificar, objetivamente, quais são os limites de responsabilidade do tomador.
Exemplo: não poderão ser cobertos riscos oriundos de força maior (inundação, terremoto, furacão...) ou riscos políticos, como guerras, revolução e etc.
- Coberturas vinculadas a outras modalidades de seguro

É muito comum que os contratos façam menção à contratação de outros tipos de seguro, para garantir tipos de riscos que não são alvo de cobertura de apólices de seguro garantia. Desta forma, a análise do contrato deverá observar a exclusão de cláusulas que estejam relacionadas com outras modalidades de seguro.
Habitualmente, observamos a necessidade de contratação de seguro de responsabilidade civil e de riscos de engenharia. Estas apólices deverão ser contratadas à parte, para que o risco envolvido esteja de acordo com o contrato.
- Cláusulas de ajustes de preços

Em tempos de inflação, esta cláusula se torna uma das mais importantes do contrato, uma vez que obriga o dono da obra a assumir os custos adicionais resultantes de fatores econômicos, indiretamente relacionados ao contrato. Devem ser evitados contratos a preços fixos, pois estes sempre serão os mais suscetíveis a descumprimentos.
- Cláusulas de Multas e Penalidades

Normalmente, os contratos de construção fazem menção a multas e penalidades pela não-entrega da obra no prazo. Essas multas são geralmente expressas em valores percentuais do contrato, e calculadas em bases diárias. As garantias de execução são solicitadas para cobrir esse tipo de penalidade e, eventualmente, em contratos privados com prazos fixos, estas cláusulas deverão ser alvo de exclusão.